# حسين سليمان (أديب)
حسين الأحمد سليمان:
روائي وناقد سوري ولد في مدينة (المياذين)  الميادين - سوريا  العام  1957  مقيم في الولايات المتحدة الأمريكية منذ عام 1994، متزوج من السيدة العراقية غادة التكريتي.

## السيرة الأدبية
توسم أعمال الأديب السوري حسين سليمان بالحداثية، التقطيع والوصل، تداخل المستويات، وبالتشاكل مع مدارس العلوم المتجددة المبتكرة.
```
انهى روايته الأولى 
صدى الزور البعيد
 عام 
1988
 في 
سوريا
 وقد أطلع على مخطوطتها الروائي السعودي 
عبدالرحمن منيف
 وأثنى على طريقة كتابتها وصدرت عن 
المؤسسة العربية للدراسات والنشر
 عام 
2002
، تتحدث عن منطقة 
الجزيرة
 
والفرات
 السورية إبان الحكم الفرنسي وكيف تم استجلاء الفرنسي من البلاد تعاين الرواية الحب وانزياحاته وظلمة التخيل الملحة التي مازالت تضرب بسياطها المخيلة العربية.
[
1
]
```

رواية ينزلون من الرحبة عن دار رامة في القاهرة عام 2006 وهي ملحمة متراكبة لها طقس الأسطورة وميدان الواقع يشير فيها الكاتب إلى الواقع السوري المظلم في ظل حكم الرئيس حافظ الأسد وما حدث لمدينتي حماة وحلب عام 1980 \ 1982 .
رواية الضجيج عن دار نينوى 2008 في دمشق تتكلم بشكل رمزي موارب عن الغزو الأمريكي للعراق، عن مبرمج أردني يعمل في شركة أمريكية في مدينة هيوستن تنهار علاقته مع زوجته التي أحبت صديقه الأمريكي...
بندول الصورة. مقالات نقدية كتب معظمها في الصحف العربية. 
أعمال روائية وقصصية في طريقها الى الطبع.
مقالات نقدية وقصصية في صحف ومواقع عدة، القدس العربي، الزمان، مجلة نزوى، أخبار الأدب، مجلة المعرفة السورية، النهار اللبنانية وغيرها.
في رواية الضجيج يقول الكاتب على لسان بطل الرواية يرمز الى الغزو الأمريكي للعراق: "توقفت العاصفة ، لكن الرياح لم تتوقف ، تبقى تصفر وتجر معها السحب والأهوال ، وتجر أيضا القصص التي قصتها له في ليال بدت له قديمة ، أقدم من قبعة الإخفاء التي يعتمرها ، أقدم حتى من علي بابا. آه ، أريد غطاءً آخر ياميري فجسدي مازال باردا. "
ترجمت رواية الضجيج الى الانكليزية تحت عنوان Uproar العام 2015 عن دار أوماغيت.
صفحة الكاتب في الحوار المتمدن  

## الحياة المهنية
عمل مهندسا في شركات النفط والمصانع الأمريكية: Input/Output, Inc., Solartron, ION، ثري إم ... في الاقسام الاهتزازية البحث والتنقيب عن البترول. يعمل اليوم في شركة غاز ونفط خاصة كمدير وخبير استشاري.